# Jysk
Jysk (укр. Юск) — данська транснаціональна корпорація, що має крамниці в Україні та інших країнах світу. Штаб-квартира — у місті Орхус (Данія). Спеціалізується на продажу матраців, товарів для дому, меблів та фурнітури.
Заснована у 1979 році, станом на початок 2017 року оперувала 2400 магазинами у 47-ми країнах світу. Власником та засновником групи є Ларс Ларсен. Постачальник королівської родини Данії.
Перший український магазин Юск відчинився 2004 року, а наприкінці 2021 рік мережа оперувала 86 магазинами та нараховувала 400 співробітників в Україні.